# Reacció elemental
Una reacció elemental és una reacció química en la qual una o més espècies químiques reaccionen directament per formar productes en una etapa de reacció senzilla i amb un estat de transició senzill.
En una reacció elemental unimolecular una molècula, A, es dissocia o isomeritza per formar un o més productes
{\displaystyle {\mbox{A}}\rightarrow {\mbox{productes}}}
La velocitat d'aquesta reacció, a temperatura constant, és proporcional a la concentració de l'espècie A.
{\displaystyle {\frac {d[{\mbox{A}}]}{dt}}=-k[{\mbox{A}}]}
En una reacció elemental bimolecular dos àtoms, molècules, ions o radicals, A i B, reaccionen conjuntament per formar els productes.
{\displaystyle {\mbox{A + B}}\rightarrow {\mbox{productes}}}
La velocitat d'aquesta reacció, a temperatura constant, és proporcional al producte de les concentracions de les espècies A i B.
{\displaystyle {\frac {d[{\mbox{A}}]}{dt}}={\frac {d[{\mbox{B}}]}{dt}}=-k[{\mbox{A}}][{\mbox{B}}]}
Aquesta expressió de la velocitat pot derivar dels principis bàsics mitjançant l'ús de la teoria de les col·lisions. L'expressió de velocitat d'una reacció elemental bimolecular sovint es refereix com a llei d'acció de masses, tal com va ser proposada inicialment per Guldberg i Waage el 1864. Un exemple d'aquest tipus de reacció és la reacció de cicloaddició.